# Legenda o dwóch wieżach kościoła Mariackiego i dwóch braciach, czyli o krakowskim Kainie

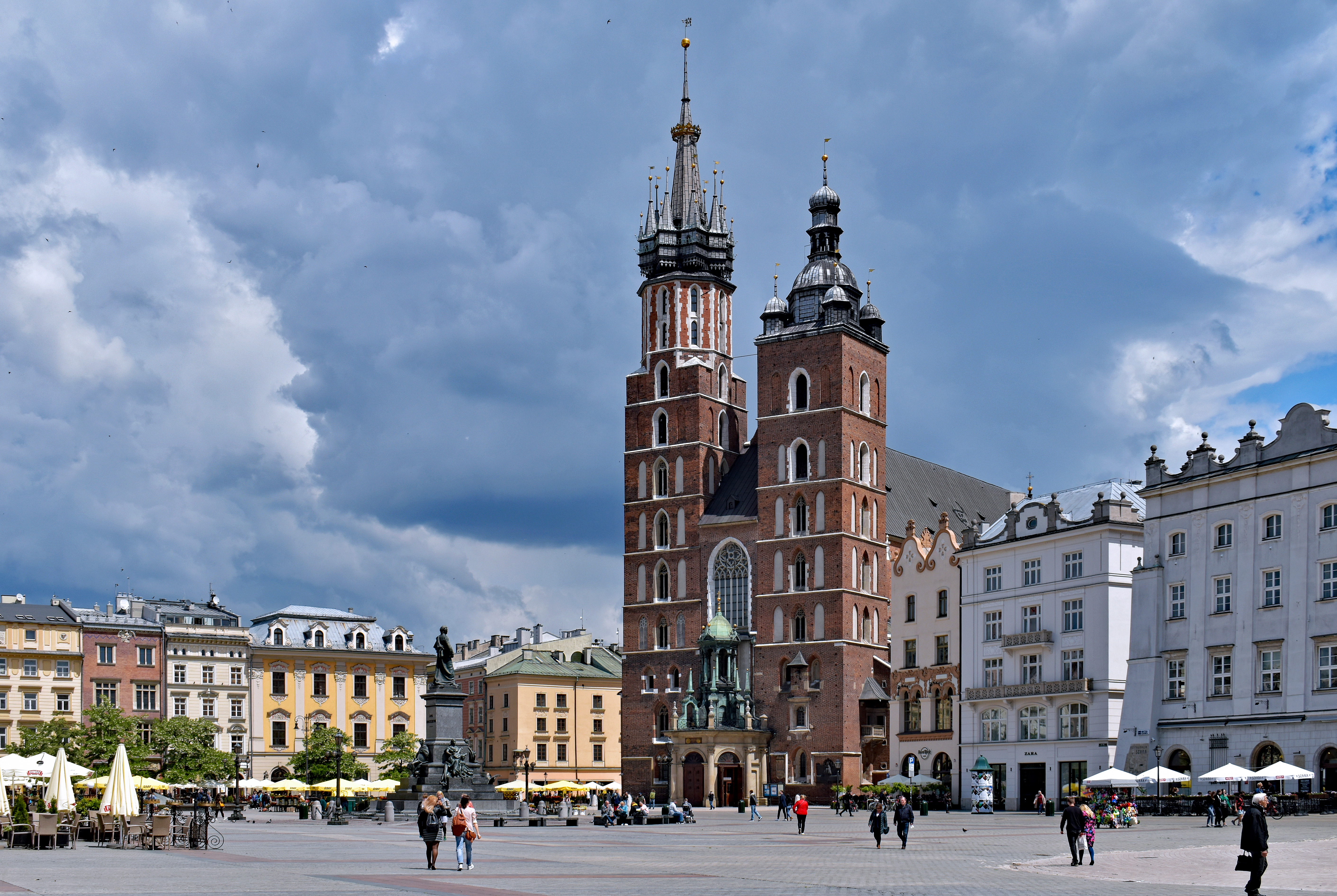
Kościół Mariacki, widoczne dwie wieże różnych wysokości

Legenda o dwóch wieżach kościoła Mariackiego i dwóch braciach, czyli o krakowskim Kainie – krakowska legenda o dwóch braciach, którzy razem rywalizowali kto wybuduje wyższą wieże kościoła Mariackiego, co rzekomo skończyło się tragiczne dla obu z nich.

## Treść legendy

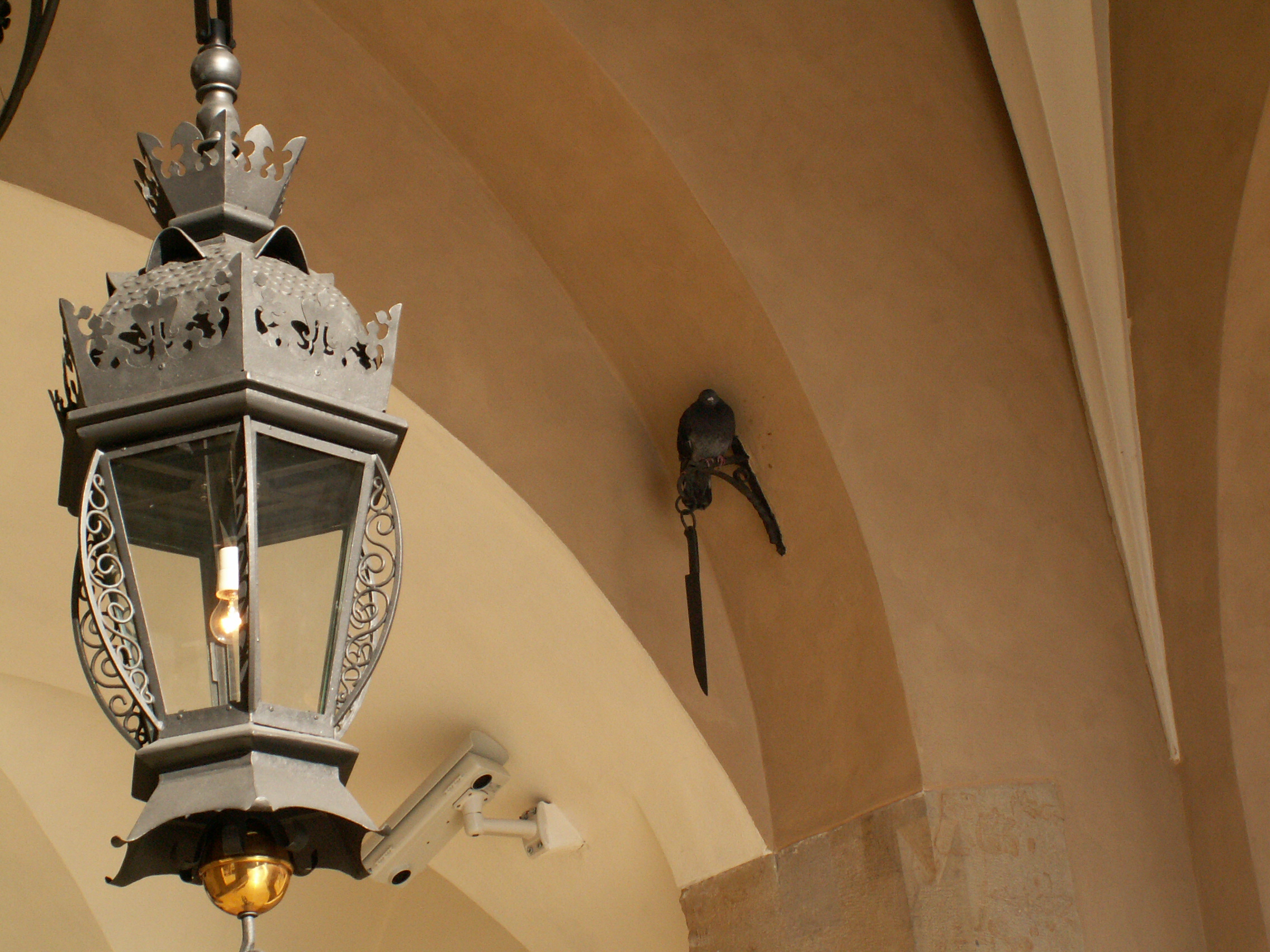
Nóż w Sukiennicach

Legenda została zapisana przez J. Mączyńskiego w jego autorskiej pracy pt. Kilka podań. Według niej dwóch braci wznosiło wieże Kościoła archiprezbiterialnego Wniebowzięcia Najświętszej Marii Panny na Rynku Głównym w Krakowie, młodszy budował szybciej, zaś starszy wolniej, lecz na solidniejszych fundamentach. Z obawy oraz z zazdrości, że wieża starszego brata będzie wyższa, młodszy pchnął brata nożem. Później młodszy brat trapiony wyrzutami sumienia stanął w oknie swojej wieży, publicznie wyznał popełniony czyn, a następnie ten sam nóż wbił sobie w serce, a potem rzucił się ze szczytu wieży. Symboliczne narzędzie zbrodni na pamiątke oraz ku przestrodze, przykuto łańcuchem w Sukiennicach. Pierwsze narzędzie zostało umieszczone w budynku już w średniowieczu, jednak w czasie II wojny światowej nóż mieli zabrać Niemcy jako „broń pragermańską”. Później narzędzie było kilkukrotnie wymieniane.